# Tourist Trophy 1950
Il Tourist Trophy corso dal 5 al 9 giugno 1950 sul Circuito del Mountain, è la prima gara del motomondiale 1950, e rappresenta il 32º Tourist Trophy.
Le classi in gara sono solo tre: 250, 350 e 500.
I record sul giro vengono battuti in tutte e tre le categorie grazie anche, a partire da questa edizione, all'utilizzo di benzine di qualità migliore.
Le qualifiche sono segnate dall'incidente del pilota ufficiale AJS Bill Doran che sarà costretto lontano dal Circus per tutta la stagione. L'edizione 1950 è segnata anche dalla morte di Alan Westfield e John White durante la gara Clubmans Senior.
La prova delle quarto di litro (Lightweight TT) viene vinta da Dario Ambrosini (Benelli). Si tratta della seconda vittoria italiana al TT dopo il trionfo di Omobono Tenni nel 1937 su una Moto Guzzi 250. Assolutamente minimo il vantaggio di Ambrosini sugli avversari: dopo 425 km, solo 0,2" separano infatti il vincitore dal secondo classificato, l'inglese Maurice Cann (Moto Guzzi).

Non si presentano al via della Lightweight del 1950 le squadre ufficiali Gilera e Guzzi.
Nella 350 e nella 500, la Norton conquista tutti e tre i gradini del podio. Nella Junior TT trionfa l'irlandese Artie Bell, davanti a Geoff Duke e Harold Daniell. Posizioni invertite al Senior TT, dove è la giovane promessa inglese Duke a precedere Artie Bell. Chiude il podio Johnny Lockett davanti al campione del mondo in carica Leslie Graham (su AJS).

## Classe 500 (Senior TT)
75 piloti alla partenza, 52 al traguardo.

### Arrivati al traguardo
| Pos. | Pilota            | Moto      | Tempo                         | Punti |
| ---- | ----------------- | --------- | ----------------------------- | ----- |
| 1    | Geoff Duke        | Norton    | 2h 51' 45,6" media 148,7 km/h | 8     |
| 2    | Artie Bell        | Norton    | + 2' 40,0"                    | 6     |
| 3    | Johnny Lockett    | Norton    | + 3' 36,8"                    | 4     |
| 4    | Leslie Graham     | AJS       | + 4' 06,4"                    | 3     |
| 5    | Harold Daniell    | Norton    | + 4' 45,4"                    | 2     |
| 6    | Reg Armstrong     | Velocette | +10' 45,8"                    | 1     |
| 7    | Dickie Dale       | Norton    | +11' 30,0"                    |       |
| 8    | Cromie McCandless | Norton    | +11' 34,0"                    |       |
| 9    | Jack Brett        | Norton    | +12' 07,6"                    |       |
| 10   | Harry Hinton      | Norton    | +12' 39,8"                    |       |

## Classe 350 (Junior TT)
100 piloti alla partenza, 64 al traguardo.

### Arrivati al traguardo
| Pos. | Pilota            | Moto      | Tempo                         | Punti |
| ---- | ----------------- | --------- | ----------------------------- | ----- |
| 1    | Artie Bell        | Norton    | 3h 03' 35,0" media 138,9 km/h | 8     |
| 2    | Geoff Duke        | Norton    | + 1' 17,0"                    | 6     |
| 3    | Harold Daniell    | Norton    | + 4' 21,0"                    | 4     |
| 4    | Leslie Graham     | AJS       | + 4' 28,8"                    | 3     |
| 5    | Ted Frend         | AJS       | + 5' 21,4"                    | 2     |
| 6    | Johnny Lockett    | Norton    | +6' 43,2"                     | 1     |
| 7    | Dickie Dale       | AJS       | + 7' 06,2"                    |       |
| 8    | Cromie McCandless | Norton    | + 8' 41,6"                    |       |
| 9    | Ken Bills         | Velocette | + 8' 53,0"                    |       |
| 10   | Harry Hinton      | Norton    | + 9' 43,4"                    |       |

## Classe 250 (Lightweight TT)
25 piloti alla partenza, 12 al traguardo.

### Arrivati al traguardo
| Pos. | Pilota             | Moto       | Tempo                         | Punti |
| ---- | ------------------ | ---------- | ----------------------------- | ----- |
| 1    | Dario Ambrosini    | Benelli    | 3h 22' 58,0" media 125,7 km/h | 8     |
| 2    | Maurice Cann       | Moto Guzzi | + 0' 00,2"                    | 6     |
| 3    | Ron Mead           | Velocette  | + 6' 40,0"                    | 4     |
| 4    | Roland Pike        | Rudge      | +10' 47,0"                    | 3     |
| 5    | Len Bayliss        | LB Special | +18' 35,0"                    | 2     |
| 6    | Arnold Jones       | Moto Guzzi | +19' 43,2"                    | 1     |
| 7    | Sven-Aage Sørensen | Excelsior  | +25' 15,0"                    |       |
| 8    | Frank Cope         | AJS        | +27' 36,0"                    |       |
| 9    | Robert Edwards     | CTS        | +32' 49,0"                    |       |
| 10   | Norman Webb        | Excelsior  | +34' 02,0"                    |       |

## Altre categorie
Anche questa edizione vede lo svolgersi di alcune gare nazionali riservate a moto di serie

Di seguito i vincitori:
- Clubmans Senior:  Phil Carter (Norton)
- Clubmans Junior:  Brian Jackson (BSA)
- Clubmans Lightweight:  Frank Fletcher (Excelsior)
- Clubmans 1000cc:  Alex Phillip (Vincent)